# Robert G. Ingersoll
 Der er for få eller ingen kildehenvisninger i denne artikel, hvilket er et problem. Du kan hjælpe ved at angive troværdige kilder til de påstande, som fremføres i artiklen.

Robert G. Ingersoll (født 11. august 1833 – død 21. juli 1899)selvlært sagfører, debattør, forfatter, politisk leder, anklager for Illonis og foredragsholder samt veteran fra den amerikanske borgerkrig, hvor han rejste sit eget regiment af frivillige. Han blev født i New York.
Som levende eksempel på hans fremragende oratiske evner kan anføres, at da han blev taget til fange af Sydstatshæren i den amerikanske borgerkrig, måtte fangelejrens kommandant løslade ham, da hans retorik omvendte flere og flere af fangevogterne til at gå ind for Nordstatshærens synspunkter om nedlæggelse af slaveriet. Som officer, han var udnævnt til Oberst efter at have samlet sit eget regiment, blev han smidt ud af fangelejren på æresord om ikke at deltage i krigen igen.
Han var mest kendt som taler og turnerede hele USA flere gange og var sin tids mest beundrede taler, dengang taler blev anset som offentlig underholdning. Billetten kostede op til 1 dollar – et uhørt højt beløb på den tid og der kunne være op til 20,000 tilhørere til hans foredrag. Så mange, at Politiet af og til måtte styre folkemængden ved indgangen.
Han havde kontroversielle synspunkter om bl.a. ligestilling for kvinder og menneskerettigheder. Blandt hans emner var også spørgsmålet om frigivelse af slaver, og der var angreb på kirke og religion, som han som fritænker betragtede som ren overtro. Ingersoll er kendt i Amerika som Den Store Agnostiker' som var stærkt skeptisk over for religion og især den organiserede religion.
Hans store talegaver medførte at Ingersoll som selvlært sagfører fik overdraget den store Star Route Trial om fusk med landruter. Den omtales som sin tids Watergate-skandale. Efter måneder vandt Ingersoll den rekordlange sag for sin klient.

## Forfatterskab på dansk
Frie tanker: Udvalgte populære foredrag. 1886. 174 sider
Flere frie tanker, 2019, 270 sider
På internettet:
Religion, fornuft, politik, tolerance. 2012
Frie tanker, udvalgte populære foredrag. 2015
Tænk selv, 2019